# Вікторія Сільвстедт
Вікторія Сільвстедт (нар. 19 вересня 1974) — шведська фотомодель, акторка й телеведуча.

## Життєпис
Вікторія Сільвстедт народилася в Шеллефтегамі, Швеція і росла в Болльнесі в сім'ї з п'яти осіб — має одну старшу сестру та одного молодшого брата. Вікторія захоплювалася верховою їздою і хотіла стати ветеринаром.
Її батько був капітаном місцевої лижної команди, і в 5 років Сільвстедт почала займатися гірськими лижами. 1989 році вона посіла 4 місце на молодіжному чемпіонаті Швеції з гірських лиж у гігантському слаломі, який виграла Пернілла Віберг. Проте через нещасний випадок посеред лижних змагань, коли у віці 16 років Сільвстедт пошкодила плече, їй довелося закінчити змагальну лижну кар'єру.
Через кілька років Вікторію запросили взяти участь у конкурсі краси «Міс Швеція» після того, як її мати та сестра надіслали кілька її фотографій представникам конкурсу.

## Фільмографія
| Рік  |   | Українська назва | Оригінальна назва         | Роль                             |
| ---- | - | ---------------- | ------------------------- | -------------------------------- |
| 1997 | ф |                  |                           | Oddville, MTV / дівчина          |
| 1998 | ф |                  | Захватывающий город греха | Sin City Spectacular / дівчина   |
| 1998 | ф | БЕЙСкетбол       | BASEketball               | камео                            |
| 1998 | ф | Пляжне кіно      | Beach Movie               | Стефані                          |
| 1999 | ф |                  | Нещасливі разом           | Unhappily Ever After / Бренді    |
| 1999 | ф |                  | Малібу СА                 | Malibu, CA / Інга                |
| 1999 | ф |                  | Мелроуз Плейс             | Melrose Place / блондинка Інгрід |

## Дискографія
Альбоми
- «Girl on the Run» (1999)

Сингли
- «Hello Hey» (1999)
- «Rocksteady Love» (1999)
- «Party Line» (2000)
- «Saturday Night» (2010)